# Ice on Fire
《Ice on Fire》는 1985년 11월에 발매된 영국의 싱어송라이터 엘튼 존의 열아홉 번째 스튜디오 음반이다. 솔 스튜디오에서 녹음된 이 음반은 오랜 기간 프로듀서였던 거스 더전의 《Blue Moves》 이후 첫 음반이었지만, 영국에서는 3위에 올랐지만 미국 순위에서는 거의 칭찬을 받지 못하고 48위에 그쳤다. 당시 왬!의 조지 마이클은 음반의 두 곡인 〈Nikita〉와 〈Wrap Her Up〉에 참여했다. 데이비드 패튼과 찰리 모건은 베이스와 드럼에 각각 처음으로 참여해 원래 밴드 멤버인 디 머리와 나이절 올슨을 대체했다. 존의 《Breaking Hearts》 투어를 하던 프레드 만델이 처음으로 참여했다.
미국에서의 평범한 음반 판매에도 불구하고, 〈Nikita〉와 〈Wrap Her Up〉은 20개의 히트곡이 되었고, 미국에서 7위 그리고 영국에서는 3위에 올랐다. 퀸의 로저 테일러와 존 디콘은 각각 〈Too Young〉에서 드럼과 베이스 기타를 연주했다. 미국에서는 1986년 6월에 미국 음반 산업 협회에 의해 골드 인증을 받았다.

## 곡 목록
모든 곡들은 특별한 언급이 없는 한 엘튼 존과 버니 토핀에 의해 작사/작곡하였다.
Side one
1. "This Town" – 3:56
2. "Cry to Heaven" – 4:16
3. "Soul Glove" – 3:31
4. "Nikita" – 5:43
5. "Too Young" – 5:12

Side two
1. "Wrap Her Up" (존, 토핀, 데이비 존스톤, 프레드 만델, 찰리 모건, 폴 웨스트우드) – 6:21
2. "Satellite" (존, 존스톤, 토핀) – 3:57 (4:37 CD 재발매)
3. "Tell Me What the Papers Say" – 3:40
4. "Candy by the Pound" – 3:56
5. "Shoot Down the Moon" – 5:09